# Покотило, Василий Иванович (дипломат)
Васи́лий Ива́нович Покоти́ло (укр. Василь Іванович Покотило; род. 19 апреля 1965, Киев, Украинская ССР, СССР) — украинский дипломат. Чрезвычайный и полномочный посланник 1 класса (23 августа 2016).

## Биография
Родился 19 апреля 1965 года в Киеве.
В 1992 году окончил Украинский институт международных отношений при Киевском государственном университете имени Тараса Шевченко по специальности «Международные отношения».
24 ноября 2009 года Покотило был назначен вторым секретарём Постоянного представителя Украины при международных организациях в Вене, а с 21 марта 2012 года заместителем главы делегации Украины для участия в переговорах в рамках Форума ОБСЕ по сотрудничеству в области безопасности, Совместной консультативной группы и Консультативной комиссии по открытому небу. Также был в должности заместителя директора департамента — начальника отдела в Министерстве иностранных дел Украины. 
С 2019 года по 24 февраля 2022 года — временный поверенный по делам Украины в России и советник-посланник Посольства Украины в России.